# Llista de les galàxies satèl·lit d'Andròmeda

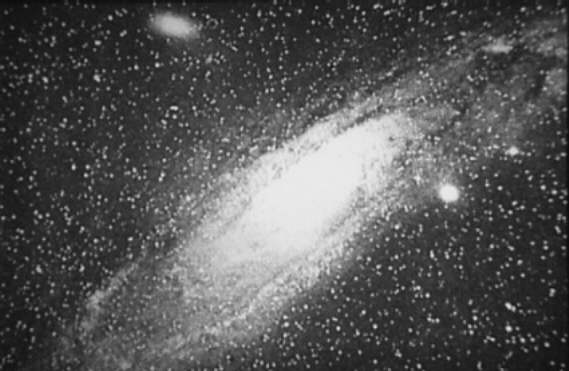
La galàxia d'Andròmeda amb l'M110 a la part superior esquerra i l'M32 a la dreta del nucli.

La galàxia d'Andròmeda (M31) té galàxies satèl·lits igual que la Via Làctia. En òrbita a l'M31 n'hi ha almenys 13 galàxies nanes: el més brillant i gran és l'M110, que es pot veure amb un telescopi bàsic. El segon més brillant i proper a l'M31 és l'M32. Les altres galàxies són més escasses i es van descobrir majoritàriament a partir dels anys setanta.
L'11 de gener de 2006, es va anunciar que les febles galàxies companyes de la galàxia d'Andròmeda es troben a o prop d'un sol pla que travessa el centre de la galàxia d'Andròmeda. Aquesta distribució inesperada òbviament no s'entén en el context dels models actuals per a la formació de galàxies. El plànol de les galàxies satèl·lits apunta cap a un grup proper de galàxies (Grup M81), possiblement traça la distribució a gran escala de la matèria fosca.

## Taula de satèl·lits coneguts
Els satèl·lits de la galàxia d'Andròmeda es mostren aquí per descobriment (no es coneix la distància orbital). Andròmeda IV no s'inclou a la llista, ja que es va descobrir que estava aproximadament 10 vegades més lluny que Andròmeda de la Via Làctia el 2014, i per tant, una galàxia completament no relacionada.
| Nom                                                 | Tipus   | Distància del Sol (milions d'al) | Ascensió recta** | Declinació**    | Magnitud absoluta | Magnitud | Relació massa/lluminositat | Any descobert | Notes                                                      |
| --------------------------------------------------- | ------- | -------------------------------- | ---------------- | --------------- | ----------------- | -------- | -------------------------- | ------------- | ---------------------------------------------------------- |
| M32                                                 | dE2     | 2.48                             | 00h 42m 41.877s  | +40° 51′ 54.71″ |                   | +9.2     |                            | 1749          |                                                            |
| M110                                                | dE6     | 2.69                             | 00h 40m 22.054s  | +41° 41′ 08.04″ |                   | +9.4     |                            | 1773          |                                                            |
| NGC 185                                             | dE5     | 2.01                             | 00h 38m 57.523s  | +48° 20′ 14.86″ |                   | +11      |                            | 1787          |                                                            |
| NGC 147                                             | dE5     | 2.2                              | 00h 33m 12.131s  | +48° 30′ 32.82″ |                   | +12      |                            | 1829          |                                                            |
| Andròmeda I                                         | dSph    | 2.43                             | 00h 45m 39.264s  | +38° 02′ 35.17″ | -11.8             | +13.2    | 31 ± 6                     | 1970          |                                                            |
| Andròmeda II                                        | dSph    | 2.13                             | 01h 16m 28.136s  | +33° 25′ 50.36″ | -12.6             | +13      | 13 ± 3                     | 1970          |                                                            |
| Andròmeda III                                       | dSph    | 2.44                             | 00h 35m 31.777s  | +36° 30′ 04.19″ | -10.2             | +10.3    | 19 ± 12                    | 1970          |                                                            |
| Andròmeda V                                         | dSph    | 2.52                             | 01h 10m 16.952s  | +47° 37′ 40.12″ | -9.6              | +15.4    | 78 ± 50                    | 1998          |                                                            |
| Nana del Pegàs esferoïdal (Andròmeda VI)            | dSph    | 2.55                             | 23h 51m 46.516s  | +24° 34′ 55.69″ | -11.5             | +14.5    | 12 ± 5                     | 1998          |                                                            |
| Nana de Cassiopea (Andromeda VII)                   | dSph    | 2.49                             | 23h 26m 33.321s  | +50° 40′ 49.98″ | -13.3             | +12.9    | 7.1 ± 2.8                  | 1998          |                                                            |
| Andròmeda VIII                                      | dSph    | 2.7                              | 00h 42m 06s      | +40° 37′ 00″    |                   | +9.1     |                            | 2003          |                                                            |
| Andròmeda IX                                        | dSph    | 2.5                              | 00h 52m 52.493s  | +43° 11′ 55.66″ | -8.3              | +16.2    |                            | 2004          |                                                            |
| Andròmeda X                                         | dSph    | 2.9                              | 01h 06m 34.740s  | +44° 48′ 23.31″ | -8.1              | +16.2    | 63 ± 40                    | 2005          |                                                            |
| Andròmeda XI                                        | dSph    |                                  | 00h 46m 20s      | +33° 48′ 05″    | -7.3              |          |                            | 2006          |                                                            |
| Andròmeda XII                                       | dSph    |                                  | 00h 47m 27s      | +33° 22′ 29″    | -6.4              |          |                            | 2006          |                                                            |
| Andròmeda XIII                                      | dSph    |                                  | 00h 51m 49.555s  | +33° 00′ 31.40″ | -6.9              |          |                            | 2006          |                                                            |
| Andròmeda XIV                                       | dSph    |                                  | 00h 41m 35.219s  | +29° 41′ 45.87″ | -8.3              |          | 102 ± 71                   | 2007          |                                                            |
| Andròmeda XV                                        | dSph    |                                  | 01h 14m 18.7s    | +38° 07′ 02.9″  | -9.4              |          |                            | 2007          |                                                            |
| Andròmeda XVI                                       | dSph    |                                  | 00h 59m 29.843s  | +32° 22′ 27.96″ | -9.2              |          |                            | 2007          |                                                            |
| Andròmeda XVII                                      | dSph    |                                  | 00h 37m 07s      | +44° 19′ 20″    | -8.5              |          |                            | 2008          |                                                            |
| Andròmeda XVIII                                     | dSph/Sm |                                  | 00h 02m 15.184s  | +45° 05′ 19.78″ |                   |          |                            | 2008          |                                                            |
| Andròmeda XIX                                       | dSph    |                                  | 00h 19m 32.1s    | +35° 02′ 37.1″  | -9.3              |          |                            | 2008          |                                                            |
| Andròmeda XX                                        | dSph    |                                  | 00h 07m 30.530s  | +35° 07′ 45.94″ | -6.3              |          |                            | 2008          |                                                            |
| Andròmeda XXI                                       | dSph    |                                  | 23h 54m 47.7s    | +42° 28′ 15″    | -9.9              |          |                            | 2009          |                                                            |
| Andròmeda XXII                                      | dSph    |                                  | 00h 27m 40s      | +28° 05′ 25″    | -7.0              |          |                            | 2009          |                                                            |
| Andròmeda XXIII                                     | dIrr    |                                  | 01h 29m 21.944s  | +38° 43′ 05.97″ |                   |          |                            | 2011          |                                                            |
| Andròmeda XXIV                                      |         |                                  | 01h 18m 30s      | +46° 21′ 58″    |                   |          |                            | 2011          |                                                            |
| Andròmeda XXV                                       |         |                                  | 00h 30m 08.9s    | +46° 51′ 07″    |                   |          |                            | 2011          |                                                            |
| Andròmeda XXVI                                      |         |                                  | 00h 23m 45.6s    | +47° 54′ 58″    |                   |          |                            | 2011          |                                                            |
| Andròmeda XXVII                                     |         |                                  | 00h 37m 27.1s    | +45° 23′ 13″    |                   |          |                            | 2011          |                                                            |
| Andròmeda XXVIII                                    | dSph    |                                  | 22h 32m 41.449s  | +31° 12′ 59.10″ |                   |          |                            | 2011          |                                                            |
| Andròmeda XXIX                                      | dIrr    |                                  | 23h 58m 55.440s  | +30° 45′ 22.09″ |                   |          |                            | 2011          |                                                            |
| Corrent de marea nord-oest (Corrent de marea E i F) |         |                                  | 00h 20m 00s      | +46° 00′ 00″    |                   |          |                            | 2009          |                                                            |
| Corrent de marea sud-oest                           |         |                                  | 00h 30m 00s      | +37° 30′ 00″    |                   |          |                            | 2009          |                                                            |
| Galàxia del Triangle* (M33)                         | SA(s)cd | 2.59                             | 01h 33m 50.883s  | +30° 39′ 36.54″ |                   | +6.27    |                            | 1654?         | La distància exacta i la relació amb Andròmeda són incerts |

* No se sap si es tracta d'una galàxia acompanyant de la galàxia d'Andròmeda.
** RA/Els valors DEC marcats en cursiva són estimacions aproximades.